# Lista dos maiores telescópios óticos refletores
Esta é uma lista dos maiores telescópios óticos refletores classificados pelo diâmetro do espelho. Note que dois dos três primeiros ainda não estão em operação. Esta lista não inclui atualmente os telescópios que ainda estão no estágio conceptual, tal como o telescópio Overwhelmingly Large Telescope ou o European Extremely Large Telescope; ou no estágio de projeto, tal como o Thirty Meter Telescope; ou ainda no estágio adiantados de manufaturação, tal como o Giant Magellan Telescope.
| Nome                                    | Abertura           | Tipo de Espelho   | Nacionalidade dos parceiros                                       | Local                                                  | Primeira luz |
| --------------------------------------- | ------------------ | ----------------- | ----------------------------------------------------------------- | ------------------------------------------------------ | ------------ |
| Large Binocular Telescope (LBT)         | 2 × 8.4 m = 11.8 m | 2 x Único espelho | EUA, Itália, Alemanha                                             | Mount Graham International Observatory, Arizona        | 2007         |
| Grande Telescópio das Canárias (GTC)    | 10.4 m             | Mosaico           | Espanha, México, EUA                                              | Observatório do Roque de los Muchachos, Ilhas Canárias | 2006         |
| Keck 1                                  | 10 m               | Mosaico           | EUA                                                               | Observatório Mauna Kea, Havaí                          | 1993         |
| Keck 2                                  | 10 m               | Mosaico           | EUA                                                               | Observatório Mauna Kea, Havaí                          | 1996         |
| Southern African Large Telescope (SALT) | 9,5 m              | Mosaico           | África do Sul, EUA, Reino Unido, Alemanha, Polônia, Nova Zelândia | Observatório Astronômico Sul-Africano, África do Sul   | 2005         |
| Telescópio Hobby-Eberly (HET)           | 9.2 m              | Mosaico           | EUA, Alemanha                                                     | Observatório McDonald, Texas                           | 1997         |
| Subaru (NLT)                            | 8.3 m              | Único             | Japão                                                             | Mauna Kea Observatory, Havai                           | 1999         |
| VLT 1 (Antu)                            | 8.2 m              | Único             | Países ESO (Europa + Chile)                                       | Observatório Paranal, Chile                            | 1998         |
| VLT 2 (Kueyen)                          | 8.2 m              | Único             | Países ESO (Europa + Chile)                                       | Observatório Paranal, Chile                            | 1999         |
| VLT 3 (Melipal)                         | 8.2 m              | Único             | Países ESO (Europa + Chile)                                       | Observatório Paranal, Chile                            | 2000         |
| VLT 4 (Yepun)                           | 8.2 m              | Único             | Países ESO (Europa + Chile)                                       | Observatório Paranal, Chile                            | 2001         |
| Gemini North                            | 8.1 m              | Único             | EUA, UK, Canadá, Chile, Austrália, Argentina, Brasil              | Mauna Kea Observatory, Havaí                           | 1999         |
| Gemini South                            | 8.1 m              | Único             | EUA, UK, Canadá, Chile, Austrália, Argentina, Brasil              | Cerro Pachón, Chile                                    | 2001         |
| Multiple/Magnum Mirror Telescope (MMT)  | 6.5 m              | Único             | EUA                                                               | Observatório Fred Lawrence Whipple, Arizona            | 1987 2002    |
| Magellan 1 (Walter Baade)               | 6.5 m              | Único             | EUA                                                               | Observatório Las Campanas, Chile                       | 2000         |
| Magellan 2 (Landon Clay)                | 6.5 m              | Único             | EUA                                                               | Observatório Las Campanas, Chile                       | 2002         |
| BTA-6                                   | 6 m                | Único             | Rússia                                                            | Zelenchukskaya, Cáucaso                                | 1976         |
| Telescópio Large Zenith (LZT)           | 6 m                | Único             | Canadá, França                                                    | Maple Ridge, Columbia Britânica                        | 2003         |
| Telescópio Hale                         | 5 m                | Único             | Estados Unidos                                                    | Observatório Palomar, Califórnia                       | 1948         |
| Telescópio William Herschel             | 4.2 m              | Único             | Reino Unido, Países Baixos, Espanha                               | Observatório do Roque de los Muchachos, Ilhas Canárias | 1987         |
| SOAR                                    | 4.2 m              | Único             | EUA, Brasil                                                       | Cerro Pachón, Chile                                    | 2002         |

Esta tabela não inclui todos os maiores espelhos manufaturados; o laboratório de espelhos Obervatório de Steward produziu um espelho de 6,5m f/1.25 Collimator of LOTIS usado por Lockheed Martin para testes óticos em vácuo de outros telescópios.